# バナナカステラ

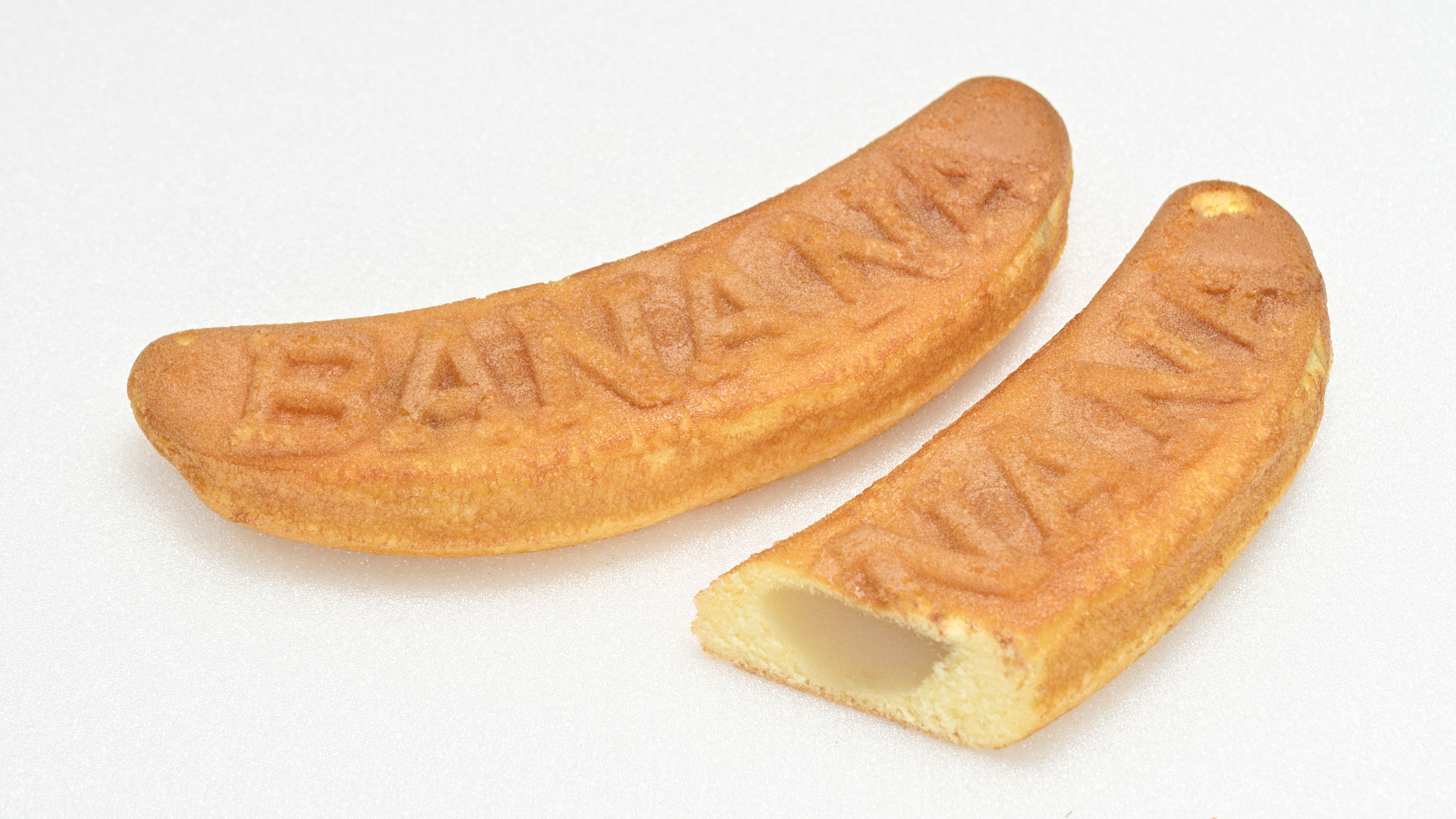
バナナカステラ

バナナカステラは、表面に「BANANA」の文字が入ったバナナ形の餡入り焼き菓子。

## 特徴
一般には、小麦粉・砂糖・鶏卵・油脂等を混ぜて作ったカステラ生地をバナナ形の合わせ型に入れて焼き上げたもので、しっとりとした生地の表面に「BANANA」の浮き文字があり、中にはバナナ果汁やバナナの果肉が混ぜ込まれた、ほんのりとバナナ風味の白あんが入っている。
ほかに、モンキーバナナを象った小型のものや、バナナ形であっても「BANANA」の文字のないもの、カスタードクリームやバナナクリームなどの入った変わり種のものもある。

メーカーによって、洋菓子としている場合と、和菓子（焼きまんじゅう）としている場合があり、分類は明確ではない。バナナ饅頭とは類似点が多い。

## バナナカステラの歴史
バナナが日本に輸入され始めた明治後期から大正時代、高級品であったバナナの形状を模した菓子として考案されたようである。岡山市にある福岡製菓所は、自社のバナナカステラについて、1917年（大正6年）より作り続けて来た伝統の味と謳っており、大正時代には既に販売されていたようである。初見健一著の「まだある。大百科お菓子編：今でも買える昭和のロングセラー図鑑」によれば、発祥の地は大阪で、当時は「竹の皮にのせて売られる高級和菓子」であったという。

たい焼きの様に、簡易な道具での手焼き製造が可能であった為、小規模店舗での販売も多く行われていたが、昭和30年代に入って機械製造へと移行し、大量生産が可能になったことで、より手頃な菓子として親しまれるようになった。

## 製造・販売
大小様々なメーカーによって製造されているが、敷島製パン（愛知）、株式会社リマ（大阪）、株式会社オイシス（兵庫）、福岡製菓所（岡山）、あわしま堂（愛媛）など、西日本のメーカーでの製造が多い。スーパーマーケットや量販店等で1本から4本程度が袋入またはパック詰めで販売されており、パンコーナーに置かれている場合が多い。

株式会社釣鐘屋本舗の「名代 芭蕉」は、比較的手頃な価格で販売されることの多いバナナカステラの中では高級品であると言える。

## 参考・関連記事
- 「まだある。大百科お菓子編:今でも買える昭和のロングセラー図鑑」初見健一/著 大空出版/刊 ISBN 978-4-903175-19-5

1. ↑  有限会社 福岡製菓所:バナナカステラ
2. ↑  お菓子の国 あわしま堂：バナナ
3. ↑  バナナ大学:バナナの歴史
4. ↑  釣鐘屋本舗HP:釣鐘ものがたり「名代 芭蕉」最初のバナナ
5. ↑  有限会社 福岡製菓所:バナナカステラ
6. ↑  株式会社リマHP:バナナカステラの歴史